# 中村豊次郎

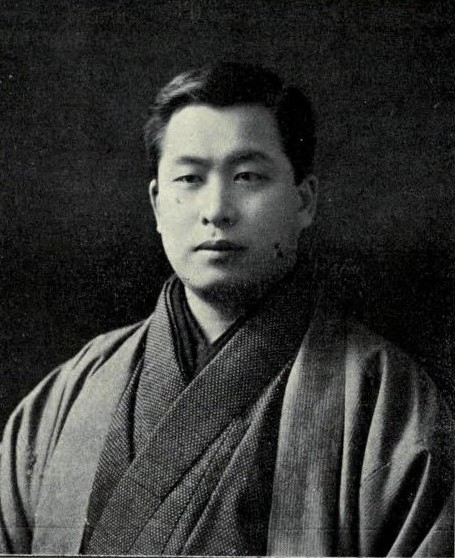
中村豊次郎

中村 豊次郎（豐次郎、なかむら とよじろう、1871年11月30日（明治4年10月18日）- 1945年（昭和20年）8月8日）は、明治から昭和前期の農業経営者、実業家、政治家。衆議院議員（三重県郡部選出、当選1回）。

## 経歴
桑名県桑名郡、のちの三重県桑名郡桑名町（現桑名市）で、中村太三郎の長男として生まれる。1898年（明治31年）、家督を相続した。東京専門学校で学び、アメリカ合衆国に漫遊した。
北海道で中村農場を経営し、開拓事業に従事。実業界では、京都電気鉄道取締役、日本興業取締役、東洋電業取締役、久城耐火煉瓦取締役、若王子鉱業取締役などを務めた。
1908年（明治41年）5月、第10回衆議院議員総選挙（三重県郡部、無所属）で当選し、衆議院議員に1期在任した。

## 家族
中村家
- 父・太三郎[6]
- 妻・むめ（1883年 - ?、東京、鈴木文子の姉）[6]
- 息子[6]
- 養子[6]